# Peuceptyelus ibukisanus
Peuceptyelus ibukisanus är en insektsart som beskrevs av Matsumura 1940. Peuceptyelus ibukisanus ingår i släktet Peuceptyelus och familjen spottstritar. Inga underarter finns listade i Catalogue of Life.